# Singen (Hohentwiel)
Singen (Hohentwiel) è una città tedesca di 49 441 abitanti, situata nel land del Baden-Württemberg.

## Storia e geografia
Nei pressi di Singen sono state ritrovate alcune tracce di popolazioni antiche dell'età del bronzo, appartenenti al cosiddetto Gruppo di Singen.
Il monumento più importante della zona è il castello di Hohentwiel, antica fortezza di cui rimangono solo le rovine, che sorgono su un vulcano attivo nel Miocene e spento da milioni di anni; il vulcano si trova a metà strada tra Singen e Hilzingen, piccolo villaggio della zona.
È bagnata dal fiume Radolfzeller Aach.

## Amministrazione

### Gemellaggi
- Pomezia

## Infrastrutture e trasporti
Singen è servito dall'omonima stazione, situata sulla linea Basilea-Costanza e capolinea della ferrovia Offenburg-Singen e della ferrovia museo Etzwilen-Singen.